# Ліхен
Ліхен (нім. Lychen) — місто в Німеччині, у землі Бранденбург.
Входить до складу району Уккермарк.  Населення - 3 527 мешканців (на 31 грудня 2010). Площа - 110,51 км². Офіційний код — 12 0 73 384.
Місто поділяється на 4 міських райони.
У Ліхені між 1902 і 1903 годинникар Іоганн Кірстен  винайшов канцелярську кнопку. Він продав свою ідею купцеві Отто Ліндштедту, чий брат Пауль запатентував її 1904 року. Завдяки патенту Ліндштедт став мільйонером, а годинникар-винахідник залишався бідним.

## Населення
| Рік  | Населення |
| ---- | --------- |
| 2005 | 3943      |
| 2010 | 3571      |

## Галерея

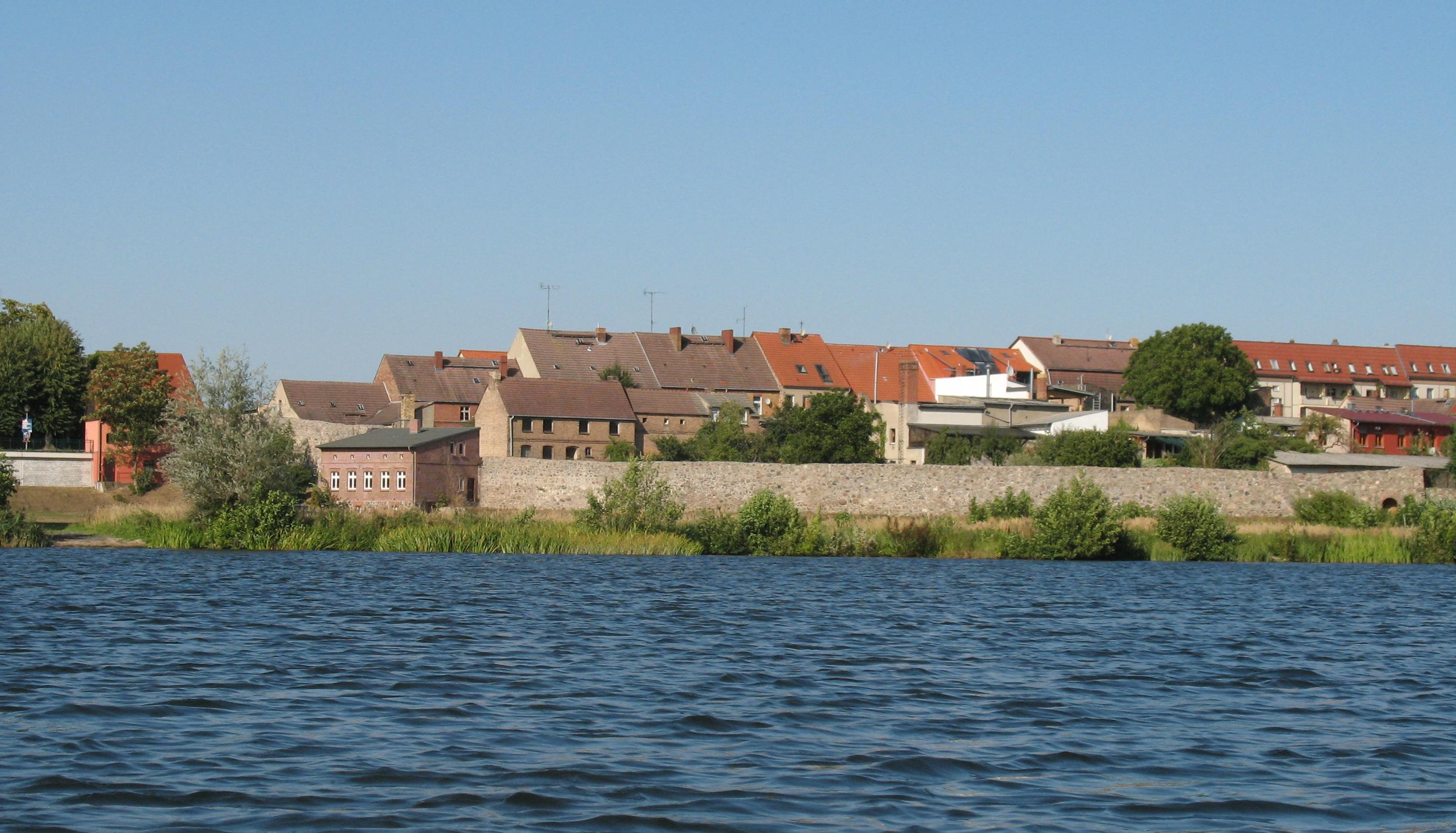
Міські мури
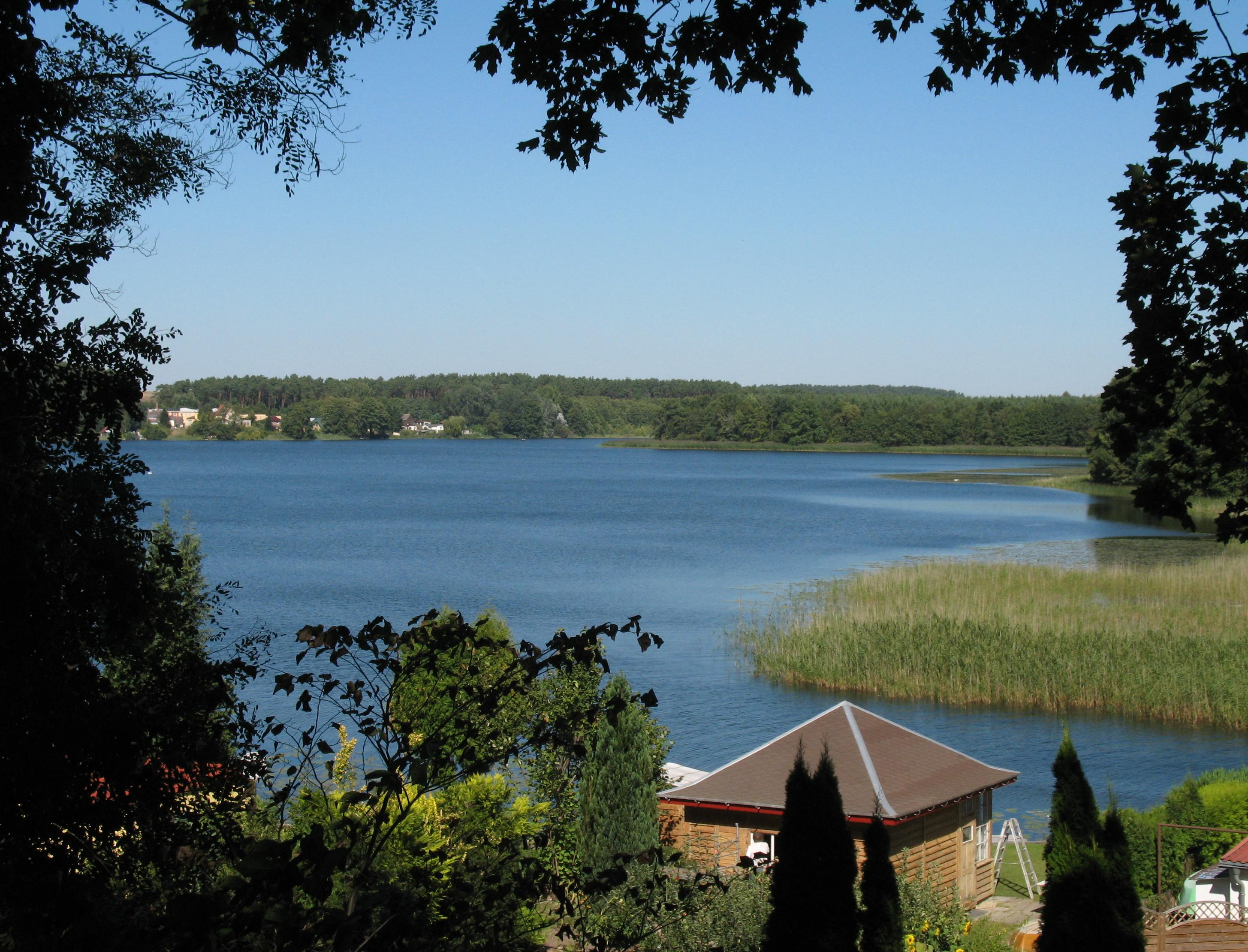
Озеро Оберпфуль
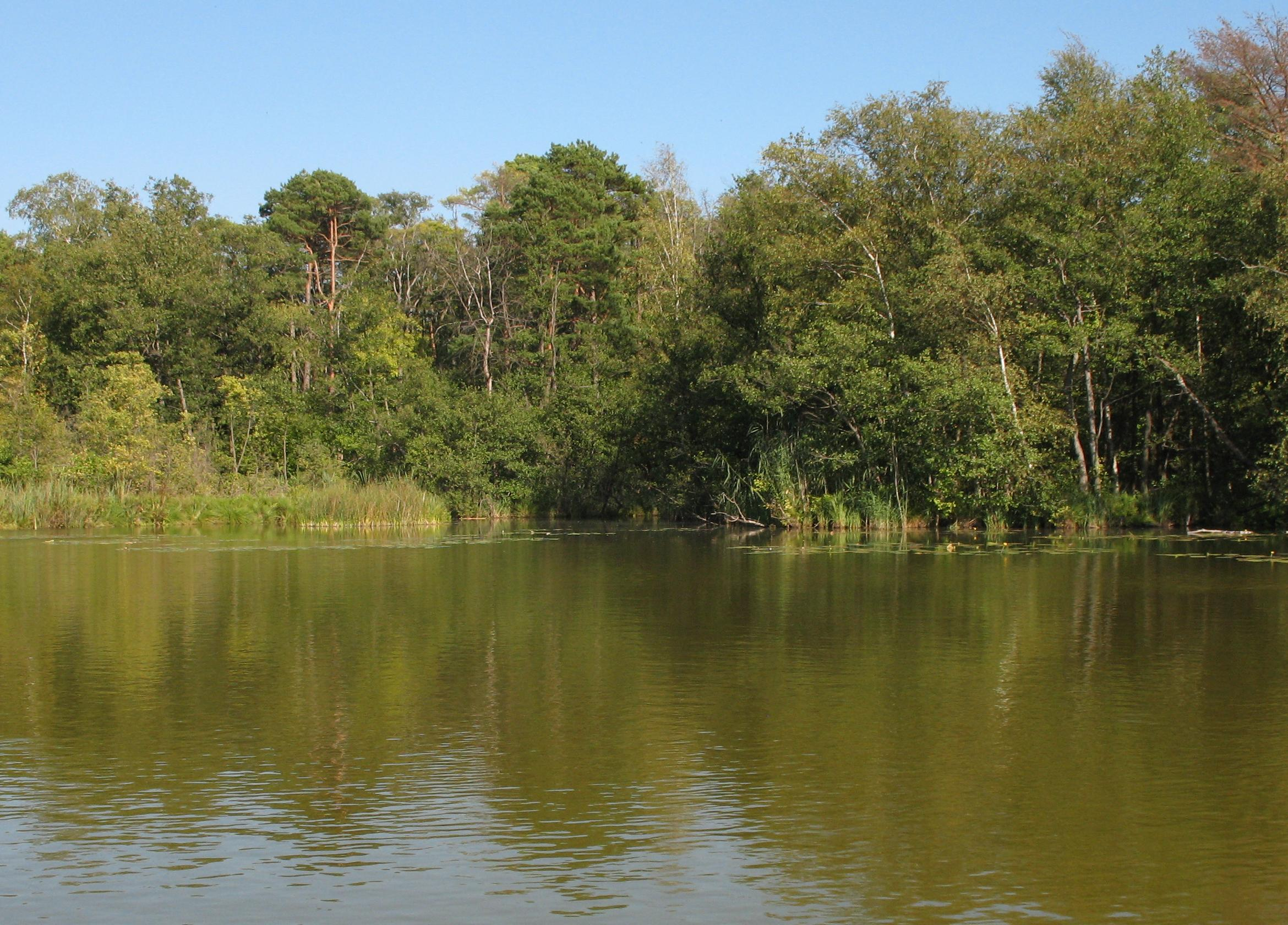
Шляйпфуль
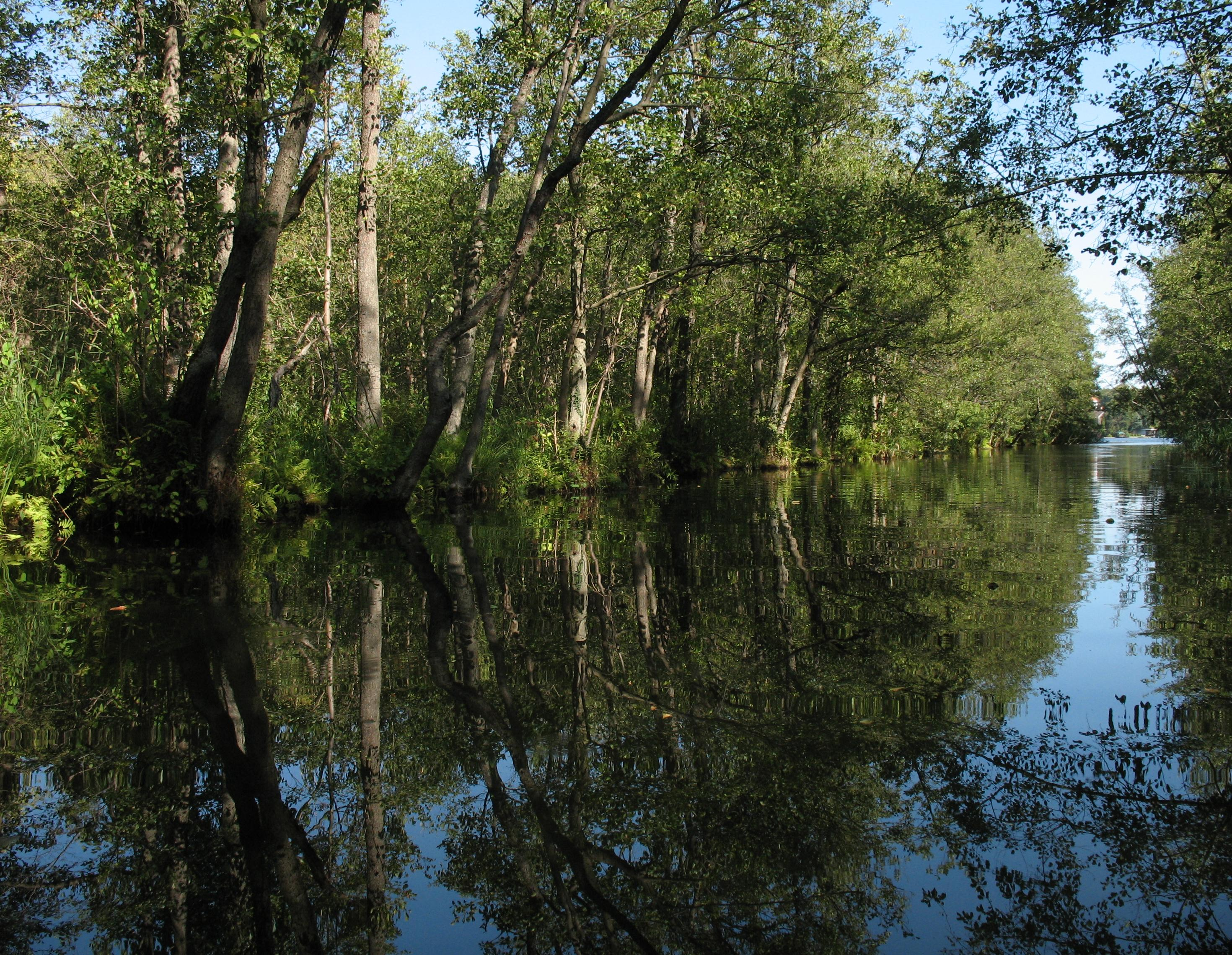
Струмок Вурльфлют
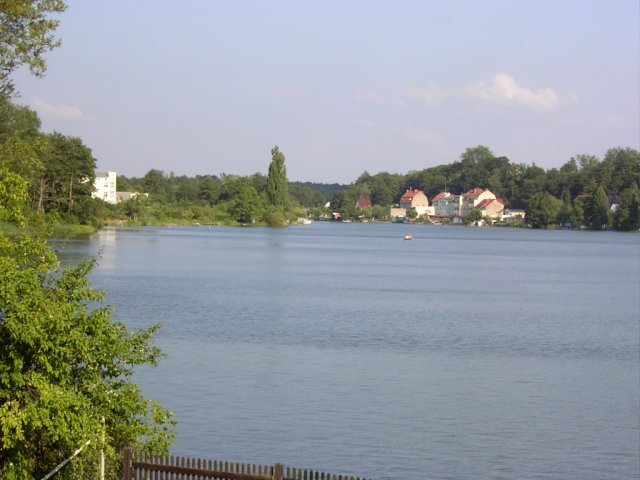
Міське озеро
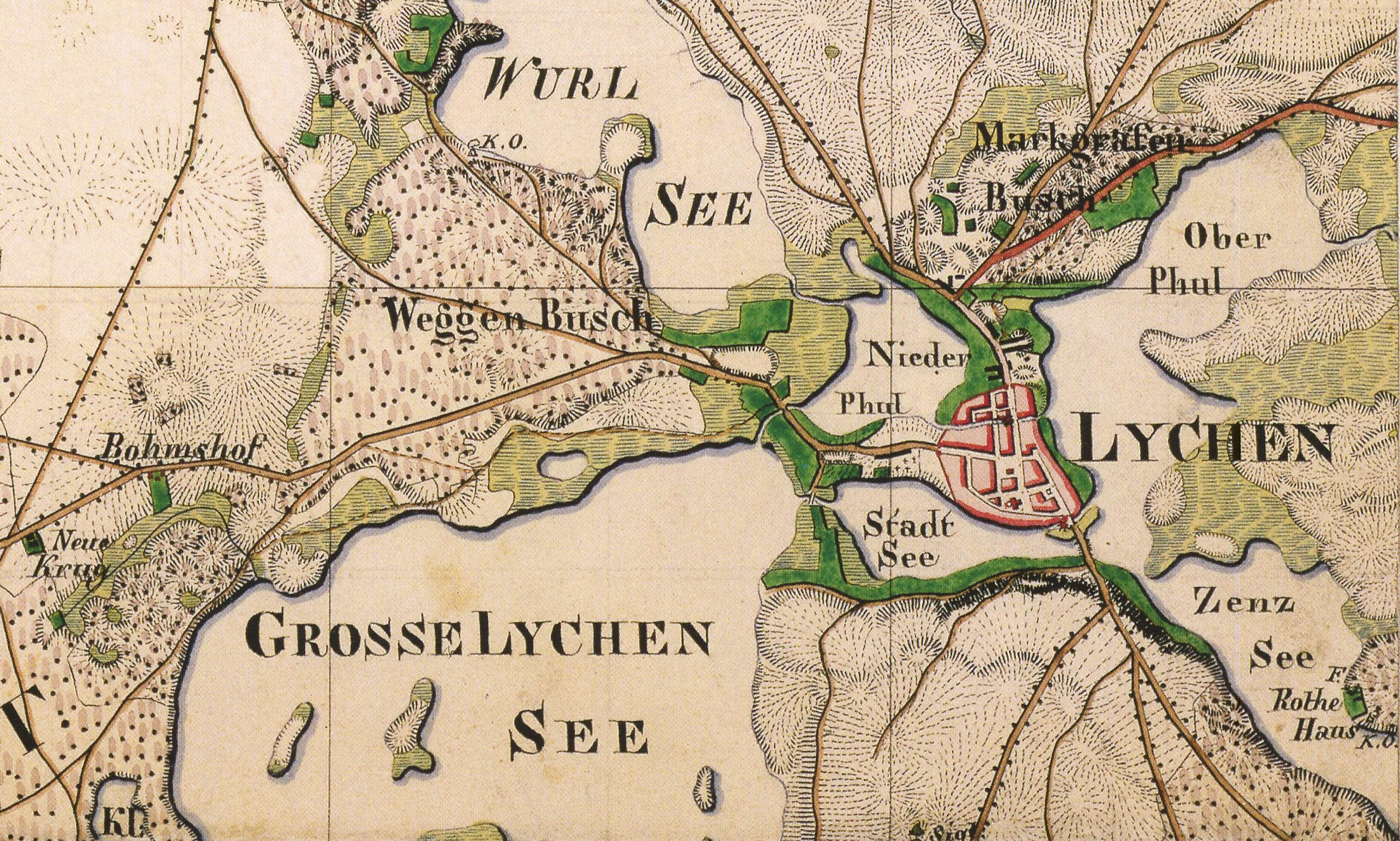
Карта 1825 року. K.O. = Печі для випалювання вапна
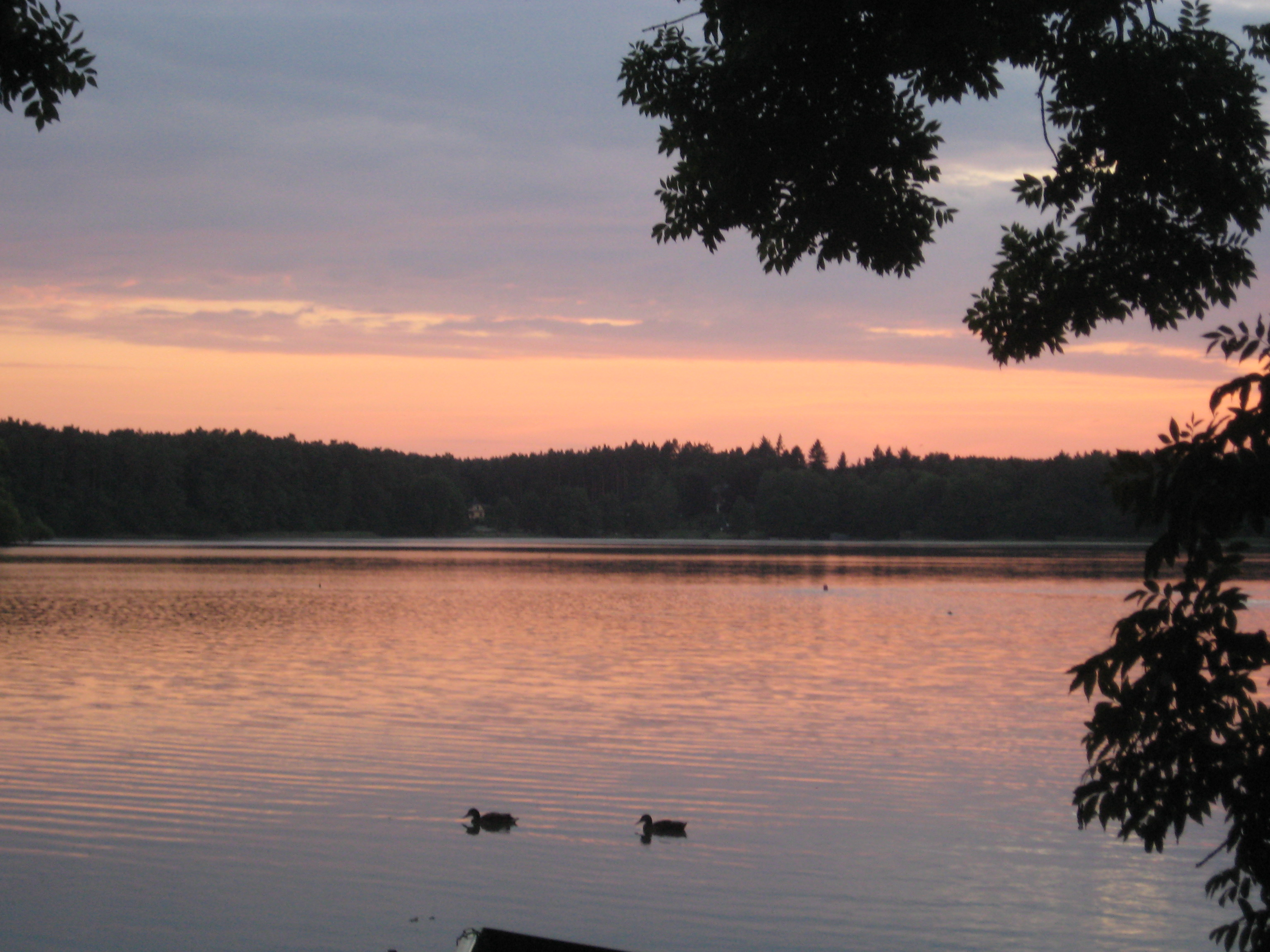
Озеро Вурль(зеє)
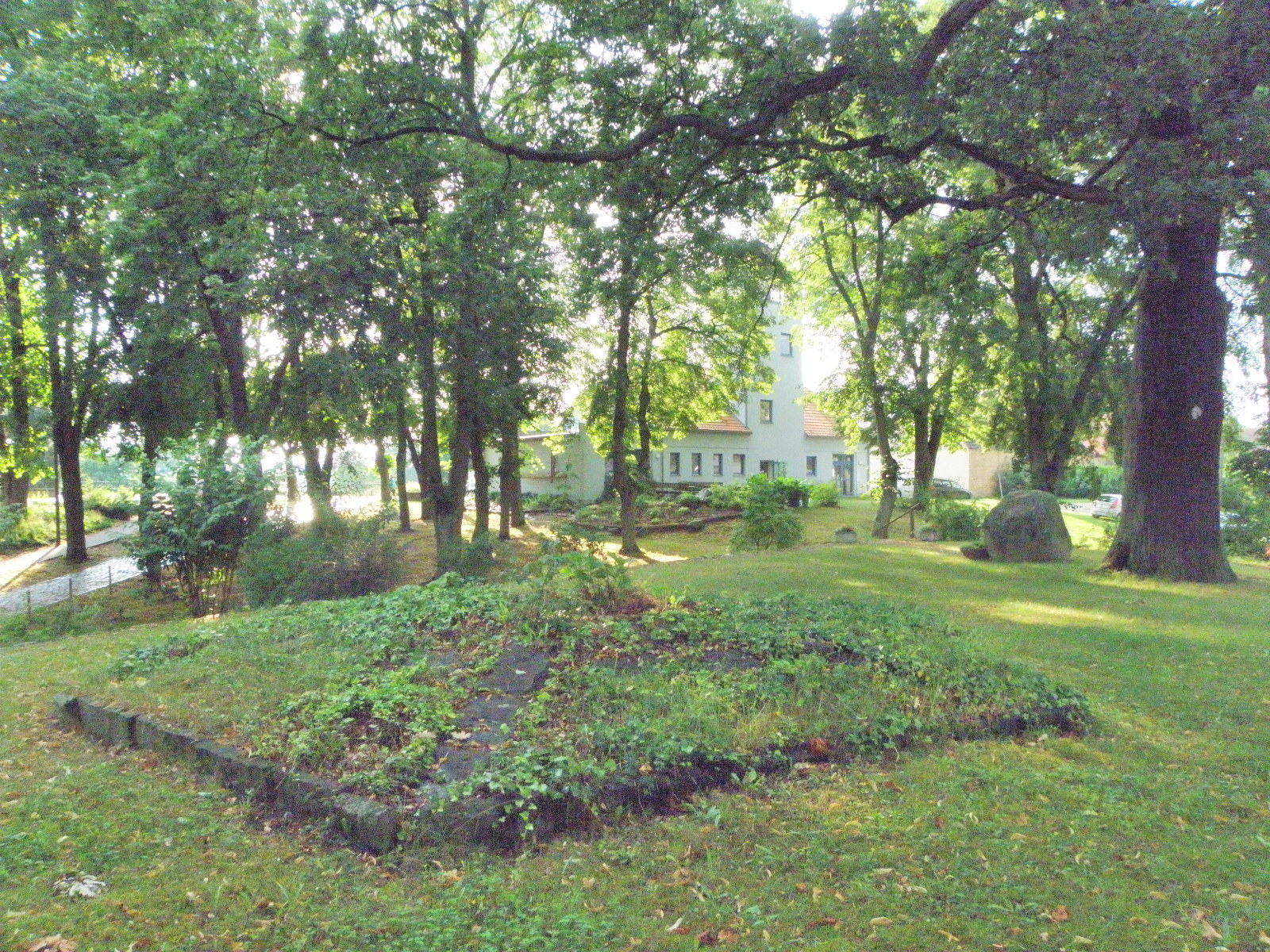
Територія колишнього єврейського кладовища на дорозі Оберпфуль
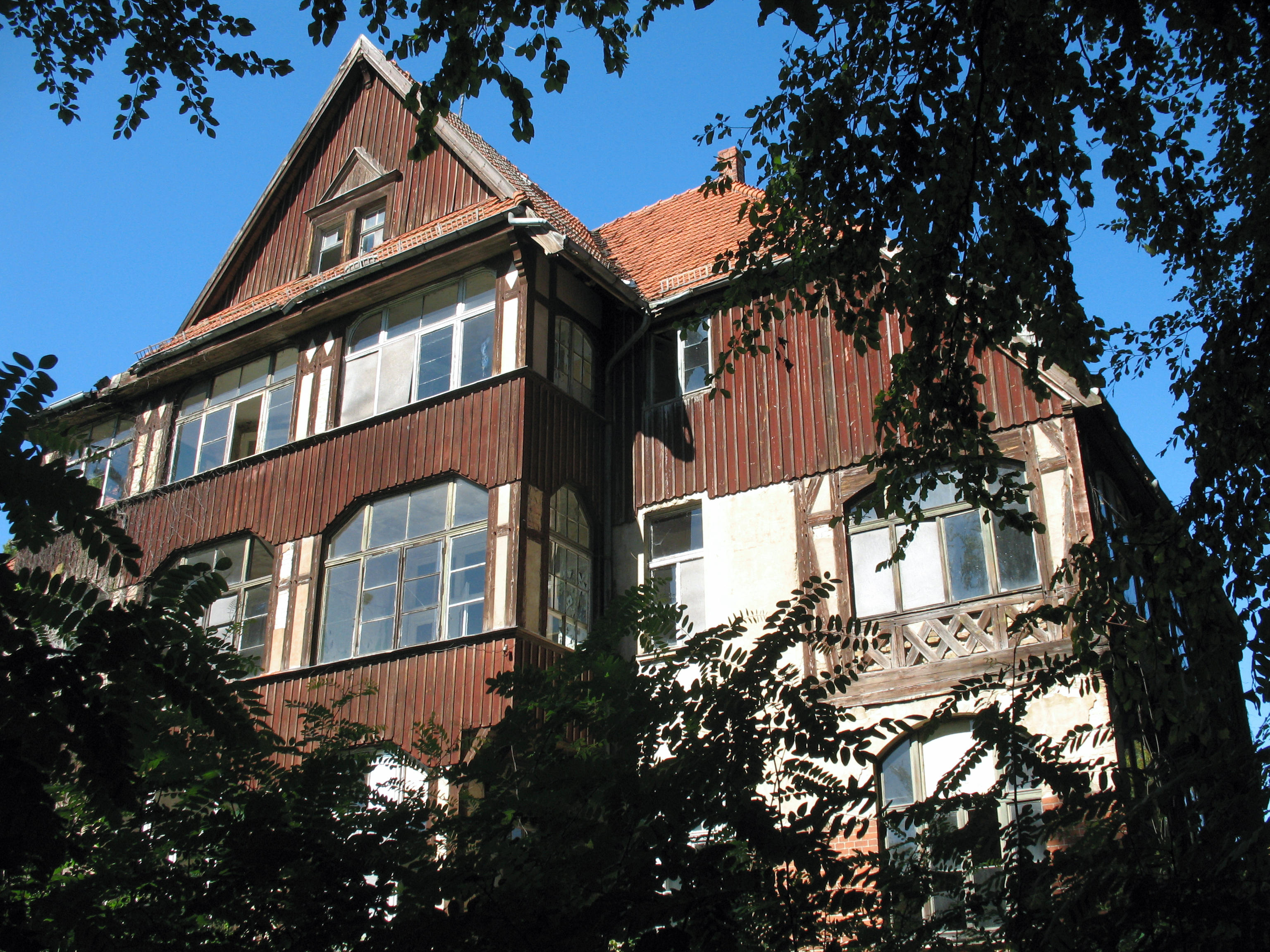
Санаторій імператриці Августи-Вікторії
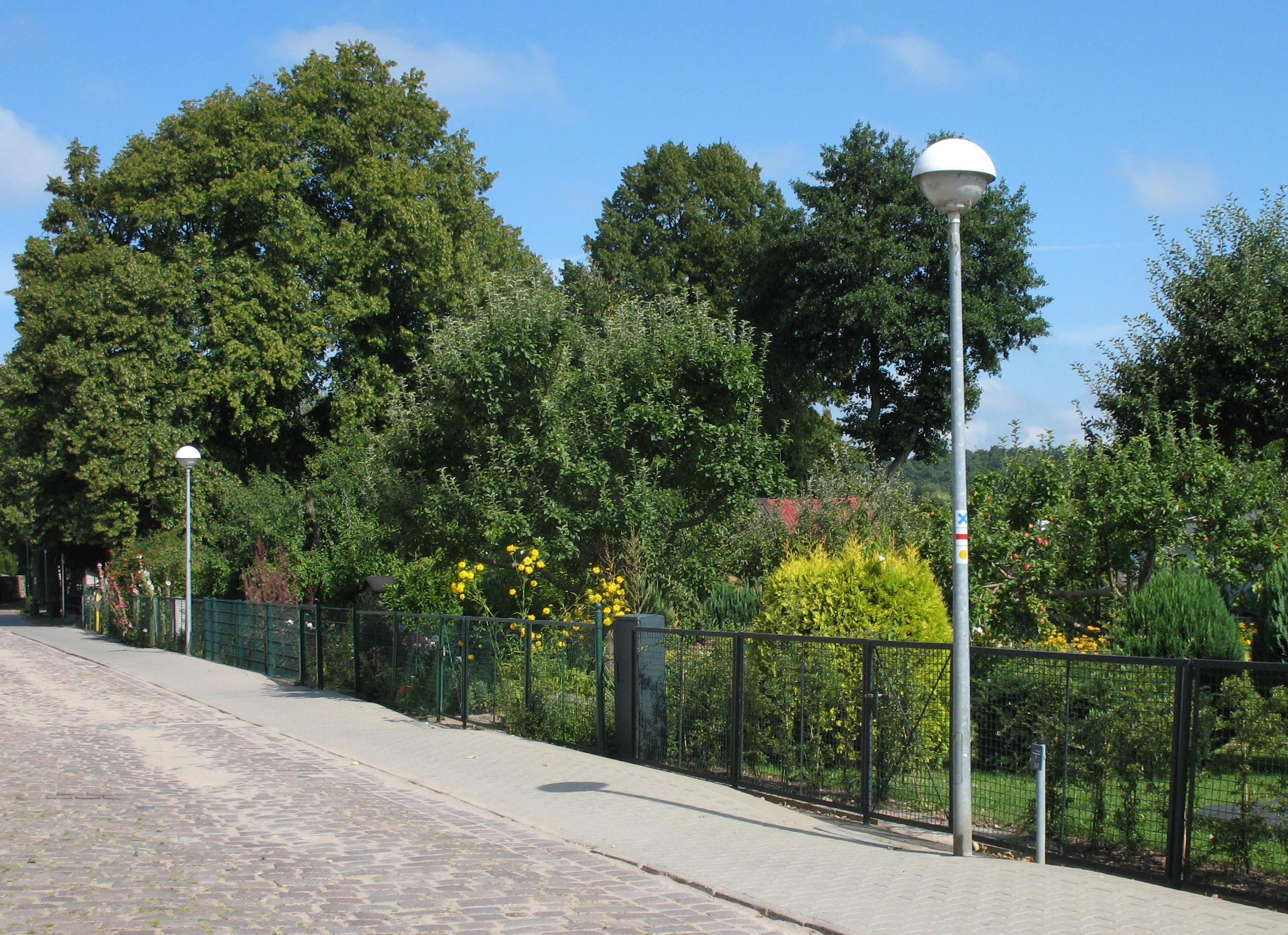
Гартенштрасе - садова дорога
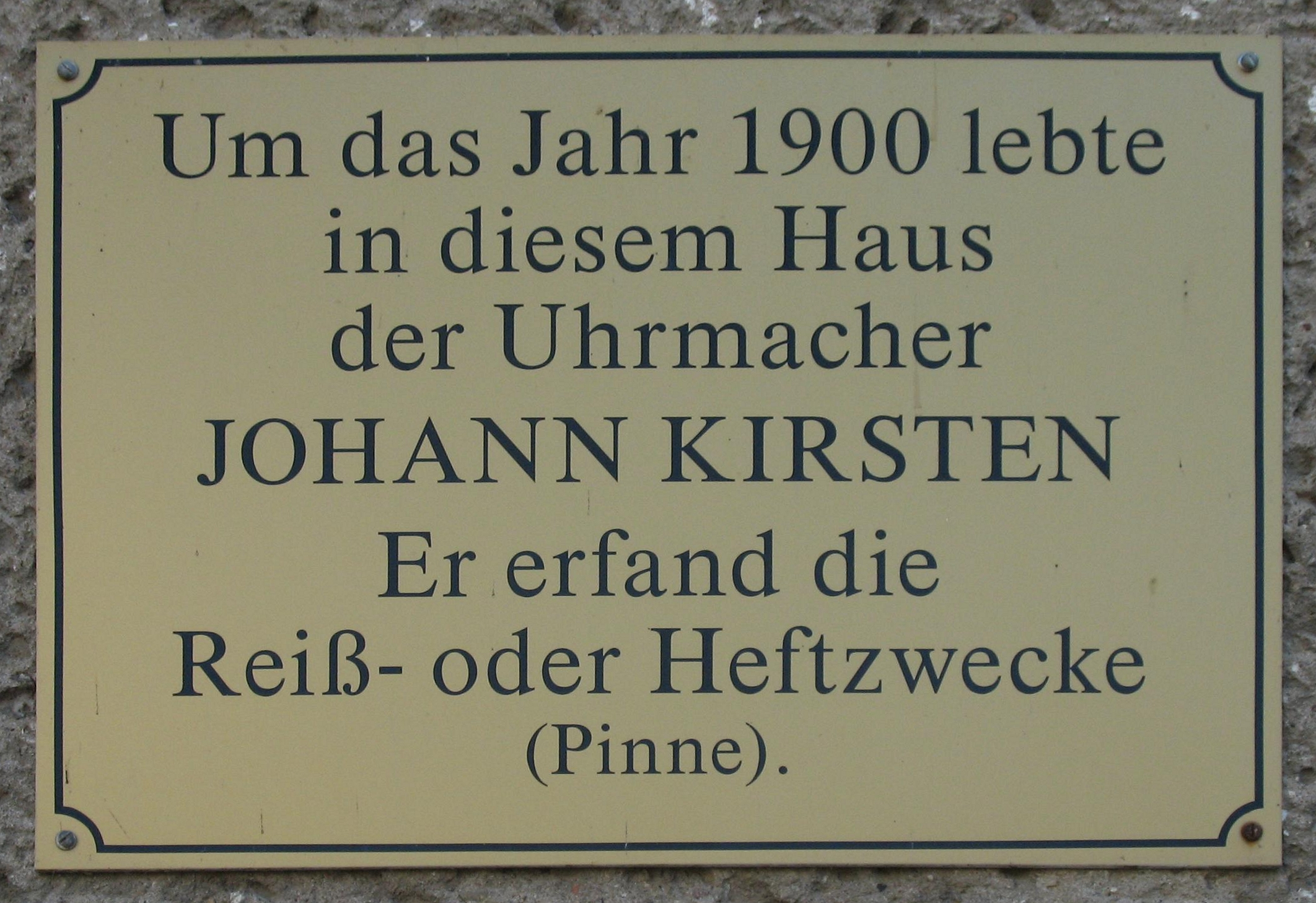
Пам'ятна дошка Йоганна Кірстена